# Maria José da Silva Canuto
Maria José da Silva Canuto (Lisboa, 28 de janeiro de 1812 — Lisboa, 20 de janeiro de 1890), também conhecida pelos pseudónimos O Cenobita, Entidade Obscura, Lusitana Ilustre, A Portuguesa Liberal, Uma Senhora Lisbonense - ou as variantes Uma Senhora e Uma Lisbonense - e A Sibila Lusitana foi uma jornalista, poetisa e professora portuguesa do século XIX.

## Biografia
A sua primeira publicação é um soneto no jornal A Guarda Avançada. Foi publicada sob pseudónimo em periódicos liberais, considerados por Silva Pereira como os primeiros periódicos republicanos portugueses, como sejam: O Nacional, O Procurador dos Povos, O Democrata, A Revolução de Setembro e O Patriota. Nestes, publicou poemas em que elogiava figuras políticas radicais e chefes militares ligados ao Setembrismo.
Depois da Revolução de Setembro, e com a cisão dos constitucionalistas, Maria José da Silva Canuto juntou-se ao grupo constitucionalista mais radical, que se proclamava democrata. Depois de 1838 participou no periódico O Democrata, onde foi reconhecida pelos seus pares e intitulada de Heroína da Liberdade. Ainda que as mulheres não tivessem ainda direito a participação no sufrágio, ela usava os seus artigos como veículo de divulgação de opinião e informação para os votantes.
Exerceu a atividade de professora primária e mestra régia desde 1847, apesar de já em 1840 assinar como diretora de colégio, numa crónica para a Revista Universal Lisbonense, onde também indica que trabalharia com corte, costura e bordados para subsistir. Assim, sente-se ligada à classe laboral e industrial e afastada de partidos políticos que a não representem, o que a leva a ver-se como a voz do proletariado, onde pretende fomentar a consciência política.
Durante o governo de Costa Cabral, marcado pela perseguição à imprensa, publica (sem uso de pseudónimo) poemas que fomentam a luta contra o regime. Celebra a derrota deste em 1846 (depois da Revolta da Maria da Fonte e da Guerra da Patuleia) num artigo n'O Patriota que se intitula Sentinela Cívica. Faz a defesa constante da liberdade por vários meios: sufrágio, luta armada, revolução. Foi apoiada por António Feliciano de Castilho, de cujos filhos foi mestra. Chamava o poeta e director da Revista Universal Lisbonense de mestre em correspondência, e participou na sua campanha relativa à implementação do Método de leitura repentina ou Método Português de Castilho, que aprendeu deste em 1852. A partir do período da Regeneração afasta-se da temática política mas continua a defender as classes operárias e promovendo a instrução para todos, independentemente do sexo, para a qual contribui leccionando cursos noturnos gratuitos para trabalhadores.
Para além de escrever artigos de opinião e poesia, fez também traduções de obras em inglês e francês, incluindo algumas Noites de Edward Young para A Assembleia Literária (de Antónia Pusich), de romances populares franceses para o Diário de Notícias e de Jocelyn de Alphonse de Lamartine, publicada no jornal A Federação em 1959-1860.
Em 1860 publicou também n'A Federação o conjunto das suas palestras na escola noturna do Grémio Popular de Lisboa, onde se percebe a modificação do método de Castilho por forma a incluir mais conteúdo socio-político. Em 1866 publica na revista A Mulher as suas Noções de Economia Doméstica, partidas de uma proposta de livro feita ao Provedor da Câmara de Lisboa, que apesar de receber apoio público não se pôde realizar por motivos financeiros. A sua actividade enquanto educadora ficou publicada em revistas como o Boletim de Instrução Publica, a Gazeta Pedagógica, a Revista Municipal, Fröebel,  A Escola e O Ensino.
A sua participação na política da época e o seu ativismo literário, que constitui a maior parte da sua obra, foram praticamente esquecidos depois da sua morte, por uma prosa que favorecia o papel da mulher mais doméstica e dedicada a assuntos de natureza feminina, como acontece no seu obituário por Luís Augusto Palmeirim, que propõe que ela seja recordada apenas como mestra de meninas:
| “                                                | Os anos decorridos de 1835 a 1840, foram para Maria José da Silva Canuto de febril entusiasmo, de fundos desenganos - digamos a verdade toda - de improdutiva atividade intelectual, que assim se pode chamar a efémera compartilhação de uma mulher nas misérias dos corrilhos, na flutuação das consciências, na convivência com os ganha-pães da política que então faziam e desfaziam constituições ao sabor dos seus interesses particulares. | ” |
| — Luís Augusto Palmeirim, Diário Ilustrado, 1890 | |   |

Está sepultada no Cemitério dos Prazeres, em Lisboa.